# برت تیلور
برت تیلور(به انگلیسی: Bret Taylor) (متولد ۱۰ ژوئیه 1980) یک برنامه‌نویس کامپیوتر و کارآفرین آمریکایی است که یکی از مدیران عامل در Salesforce (در کنار مارک بنیوف) و رئیس سابق هیئت مدیره توییتر است. او به ایجاد گوگل مپس کمک کرد و مدیر ارشد فناوری فیس‌بوک بود.

## تحصیلات
تیلور در دانشگاه استنفورد تحصیل کرد و به ترتیب در سال ۲۰۰۲ و ۲۰۰۳ مدرک کارشناسی و کارشناسی ارشد خود را در رشته علوم کامپیوتر گرفت.

## حرفه
در سال ۲۰۰۳، تیلور توسط گوگل به عنوان مدیر محصول استخدام شد. او در سال ۲۰۰۵ نقشه گوگل را ایجاد کرد. تیلور در ژوئن ۲۰۰۷ گوگل را ترک کرد تا به شرکت بنچمارک کپیتال بپیوندد و به عنوان یک کارآفرین در محل زندگی کند، جایی که او و چندین کارمند سابق گوگل وب سایت شبکه اجتماعی FriendFeed را تأسیس کردند. تیلور تا اوت ۲۰۰۹ مدیر عامل FriendFeed بود، زمانی که این شرکت توسط فیس بوک به مبلغ ۵۰ میلیون دلار خریداری شد. این خرید منجر به این شد که فیس بوک دکمه «لایک» را از FriendFeed بپذیرد. پس از خرید، تیلور به فیس بوک پیوست و در سال ۲۰۱۰ مدیر ارشد فناوری.
در سال ۲۰۱۲، تیلور فیسبوک را ترک کرد و Quip را که رقیب گوگل داکس بود، تأسیس کرد. Quip در سال ۲۰۱۶ توسط Salesforce خریداری شد. در آن سال، شرکت توییتر اعلام کرد که تیلور به عضویت هیئت مدیره آنها منصوب شد. در سال ۲۰۲۱، او رئیس توییتر شد. او تا زمانی که کل هیئت مدیره پس از تصاحب توییتر توسط ایلان ماسک در اکتبر ۲۰۲۲ منحل شد، در این سمت باقی ماند.
در سال ۲۰۱۷، تیلور به عنوان مدیر ارشد تولید در Salesforce انتخاب شد. در سال ۲۰۱۹، تیلور به عنوان رئیس و مدیر عامل در Salesforce انتخاب شد. تیلور به‌عنوان مدیر ارشد اجرایی، خرید Slack توسط Salesforce را رهبری کرد که در سال ۲۰۲۱ بسته شد. تیلور همچنین ایجاد سیستمی به نام Customer 360 در Salesforce رهبری کرد و یک برنامه مدیر محصول همکار در شرکت را آغاز کرد. در نوامبر ۲۰۲۱، تیلور به عنوان معاون و مدیر عامل شرکت Salesforce انتخاب شد.